# Justin Agner
Justin Mayer Agner (Atlanta, 15 marzo 1997) è un giocatore di football americano statunitense che gioca come quarterback per i Dresden Monarchs.